# Chalífův mezinárodní stadion
Chalífův mezinárodní stadion (též Stadion Chalífa), také známý jako Národní stadion, či Khalifa International Stadium, ملعب خليفة الدولي‎ je víceúčelový stadion sloužící zejména pro fotbal a atletiku v Baaya u Dauhá v Kataru. Pojme až 50 000 diváků. Domácí zápasy zde hraje Katarská fotbalová reprezentace. Slavnostně otevřen byl 3. března 1976. Byl pojmenován po  emírovi Kataru Chalífu ibn Hamáda Al Sáního.
Stadion byl zcela zrekonstruován a rozšířen v roce 2005 před Asijskými hrami v roce 2006, aby se zvýšila jeho kapacita z 20 000 na 40 000. Na západní straně stadionu byla také vybudována střecha nad sedadly spolu s velkým obloukem na východní straně, který sloužil jako platforma pro ohňostroje během slavnostního zahájení her.
Tento stadion byl jeden ze stadionů, které hostily Mistrovství Asie ve fotbale 2011. Další přestavba byla započata v roce 2014 a dokončena v roce 2017. Bude se zde konat Mistrovství světa v atletice 2019 a bude jeden ze stadionů, které budou hostit Mistrovství světa ve fotbale 2022.

## Mistrovství světa ve fotbale 2022
| Datum              | Čas   | Tým 1                    | Výsledek | Tým 2                    | Kolo                | Počet diváků |
| ------------------ | ----- | ------------------------ | -------- | ------------------------ | ------------------- | ------------ |
| 21. listopadu 2022 | 14:00 | Anglie                   | 6 : 2    | Írán                     | Skupina B           | 45 334       |
| 23. listopadu 2022 | 14:00 | Německo                  | 1 : 2    | Japonsko                 | Skupina E           | 42 608       |
| 25. listopadu 2022 | 17:00 | Nizozemsko               | 1 : 1    | Ekvádor                  | Skupina A           | 44 8 833     |
| 27. listopadu 2022 | 17:00 | Chorvatsko               | –        | Kanada                   | Skupina F           |              |
| 29. listopadu 2022 | 16:00 | Ekvádor                  | –        | Senegal                  | Skupina A           |              |
| 1. prosince 2022   | 20:00 | Japonsko                 | –        | Španělsko                | Skupina E           |              |
| 3. prosince 2022   |       | A1                       | –        | B2                       | Osmifinále          |              |
| 17. prosince 2022  |       | Poražený semifinalista 1 | –        | Poražený semifinalista 2 | Zápas o třetí místo |              |